# Rainertshausen

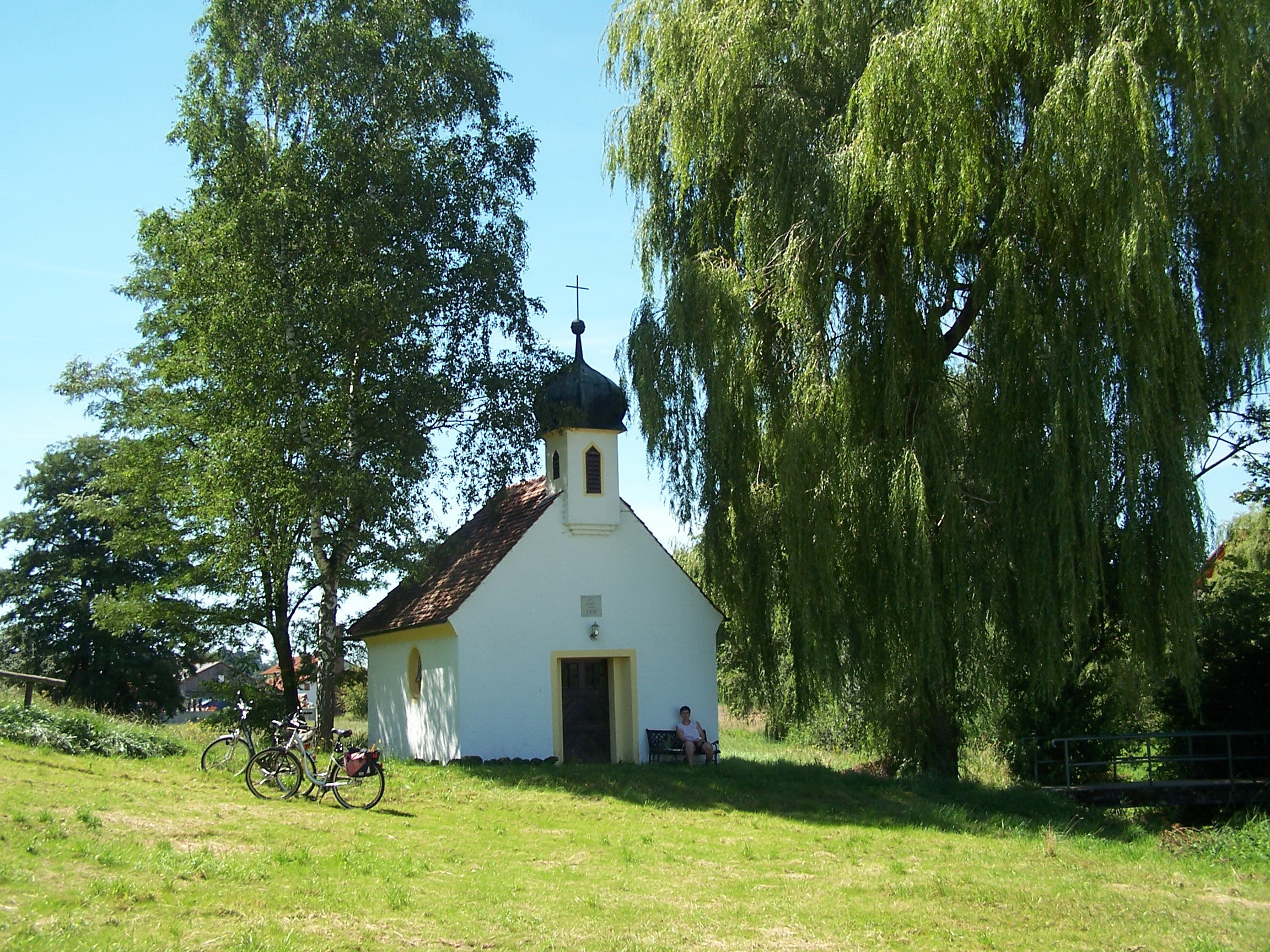
Erhardsbrunnkapelle

Rainertshausen ist ein Ortsteil des Marktes Pfeffenhausen im niederbayerischen Landkreis Landshut.

## Geographie und Verkehrsanbindung
Das Pfarrdorf liegt südwestlich des Kernortes Pfeffenhausen an der Kreisstraße LA 39. Östlich verläuft die B 299. Durch den Ort fließt die Große Laber.

## Geschichte
Der Ort wurde im 12. Jahrhundert erstmals urkundlich erwähnt, als ein Eberhard de Walde seine dortigen Besitzungen an das Kloster Rohr verschenkte. Später bildete Rainertshausen bildete zusammen mit Niederhornbach eine Hofmark, die im Besitz des St. Sebastiansstiftes Ebersberg war. Der Steuerdistrikt Rainertshausen wurde zur Grundlage der Gemeinde Rainertshausen, der nach und nach weitere Orte zugeteilt wurden. Die Gemeinde gehörte zum Landgericht Rottenburg, zum Bezirksamt Rottenburg und seit 1939 zum 1972 aufgelösten Landkreis Rottenburg an der Laaber. Sie wurde im Zuge der Gebietsreform in Bayern zum 1. Mai 1978 größtenteils in den Markt Pfeffenhausen eingegliedert, der Ortsteil Aggstall kam zu Obersüßbach.
Seit 1991 findet am Tag des hl. Erhard, dem 8. Januar, anlässlich der alljährlichen Erhardi-Andacht auch wieder die traditionelle Pferdesegnung statt.

## Sehenswürdigkeiten
In der Liste der Baudenkmäler in Rainertshausen sind drei Baudenkmäler aufgeführt:
- Die katholische Pfarrkirche St. Erhard mit Kapelle 
  - Die Pfarrkirche ist eine Saalkirche, die im Kern aus dem Ende des 13. Jahrhunderts stammt. Der barocke Ausbau erfolgte Anfang des 18. Jahrhunderts. Der östliche Turm trägt einen barocken Aufsatz und eine geschweifte Haube.
  - Die Friedhofskapelle ist ein massiver Bau mit Satteldach, der aus dem 18. Jahrhundert stammt.
- Das aus dem Ende des 17. Jahrhunderts stammende Gasthaus (Laaberweg 3) ist ein zweigeschossiger Satteldachbau mit verputztem Blockbau-Obergeschoss.
- Die Kapelle, eine sogenannte Erhardsbrunnkapelle (Am Laaberufer, westlich der Kirche, Nähe Erhardiweg), ist ein massiver Satteldachbau, bezeichnet 1835. Der Dachreiter trägt eine Kuppelhaube.

## Vereine
- Freiwillige Feuerwehr Rainertshausen
- Gartenbauverein Rainertshausen
- Katholische Landjugend Rainertshausen
- Katholische Landvolkbewegung Rainertshausen/Pfaffendorf
- Krieger- und Soldatenverein e. V. Rainertshausen